# Селсько Брдо
Селсько Брдо (хорв. Selsko Brdo) — населений пункт у Хорватії, в Загребській жупанії у складі громади Писаровина.

## Населення
Населення за даними перепису 2011 року становило 107 осіб.
Динаміка чисельності населення поселення:

## Клімат
Середня річна температура становить 10,53 °C, середня максимальна – 25,04 °C, а середня мінімальна – -6,42 °C. Середня річна кількість опадів – 958 мм.
| Клімат поселення                              | Клімат поселення | Клімат поселення | Клімат поселення | Клімат поселення | Клімат поселення | Клімат поселення | Клімат поселення | Клімат поселення | Клімат поселення | Клімат поселення | Клімат поселення | Клімат поселення | Клімат поселення |
| Показник                                      | Січ.             | Лют.             | Бер.             | Квіт.            | Трав.            | Черв.            | Лип.             | Серп.            | Вер.             | Жовт.            | Лист.            | Груд.            |                  |
| Середній максимум, °C                         | 6,34             | 8,44             | 12,98            | 17,25            | 21,88            | 25,04            | 24,44            | 23,82            | 20,10            | 14,87            | 9,02             | 4,87             |                  |
| Середня температура, °C                       | −0,05            | 2,06             | 6,61             | 10,86            | 15,51            | 18,66            | 20,36            | 19,75            | 16,02            | 10,80            | 4,94             | 0,80             |                  |
| Середній мінімум, °C                          | −6,42            | −4,32            | 0,22             | 4,50             | 9,13             | 12,26            | 16,30            | 15,68            | 11,96            | 6,73             | 0,86             | −3,28            |                  |
| Норма опадів, мм                              | 57               | 54               | 64               | 74               | 81               | 96               | 88               | 91               | 92               | 93               | 96               | 72               |                  |
| Середньомісячна швидкість вітру, м/с          | 1.60             | 1.80             | 2.20             | 2.10             | 1.90             | 1.78             | 1.70             | 1.60             | 1.51             | 1.58             | 1.67             | 1.66             |                  |
| Середньомісячна сонячна радіація, кДж/м²·день | 4159             | 6888             | 10512            | 15004            | 19143            | 21088            | 22176            | 19331            | 14120            | 8751             | 4583             | 3382             |                  |
| --------------------------------------------- | ---------------- | ---------------- | ---------------- | ---------------- | ---------------- | ---------------- | ---------------- | ---------------- | ---------------- | ---------------- | ---------------- | ---------------- | ---------------- |
| Джерело:                                      |                  |                  |                  |                  |                  |                  |                  |                  |                  |                  |                  |                  |                  |